# Spiritual Beggars
A Spiritual Beggars többnemzetiségű, nagyrészt svéd tagokból álló stoner/doom metal együttes, amely 1994-ben alakult meg a svédországi Halmstadban. Jelenleg öt taggal rendelkeznek: Michael Amott-tal, Apollo Papathanosio-val, Sharlee D'Angelo-val, Per Wiberggel és Ludwig Wittel. Michael Amott alapította meg a zenekart, aki szerepelt az Arch Enemy-ben, a Carcass-ban és a rövid életű Carnage death metal együttesben is.
A tagok több egyéb zenekarban is szerepelnek a Spiritual Beggars-ön kívül, ennek ellenére nem számít supergroup-nak ez az együttes. Karrierjük alatt kilenc nagylemezt, két középlemezt és két koncertalbumot dobtak piacra (az egyik DVD volt). Szerepeltek több válogatáslemezen is, amelyből az egyik album egy tribute-album volt a doom metal egyik úttörőjének számító Trouble felé.

## Diszkográfia
- Spiritual Beggars (1994)
- Another Way to Shine (1996)
- Mantra III (1998)
- Ad Astra (2000)
- On Fire (2002)
- Demons (2005)
- Return to Zero (2010)
- Earth Blues (2013)
- Sunrise to Sundown (2016)